# Tusi Pisi
Tusi Pisi (18. června 1982 Apia) je bývalý samojský ragbista, který hrál nejvíce jako útoková spojka a také jako tříčtvrtka a zadák. V roce 2025 se stal trenérem samojské reprezentace. Za Samou si připsal 42 zápasů a 245 bodů. Je hráčem, co si za Samou připsal nejvíce bodů v historii. Zúčastnil se MS 2011, MS 2015 a MS 2019. V roce 2011 (25 bodů) a 2015 (28 bodů) získal na MS nejvíce bodů ze všech Samojců. V roce 2003 odehrál tři zápasy za novozélandskou reprezentaci do dvaceti let. 
V roce 2012 a 2013 se stal vítězem japonské ligy s klubem Suntory Sungoliath. S týmem Toulon vyhrál v sezoně 2008/09 druhou francouzskou ligu a s klubem Bristol v roce 2018 jako spolukapitán druhou anglickou ligu. 
Svou kariéru ukončil v roce 2021. Minimálně na MS 2023 byl asistentem trenéra Samoy.

## Klubová kariéra
- 2002–2007 North Harbour
- 2007 Crusaders (Super Rugby)
- 2007–2009 Toulon
- 2010–2016 Suntory Sungoliath
- 2012–2013 Hurricanes (Super Rugby)
- 2016 Sunwolves (Super Rugby)
- 2016–2019 Bristol Bears
- 2019–2021 Toyota Industries Shuttles